# Władysław Mierzwiński

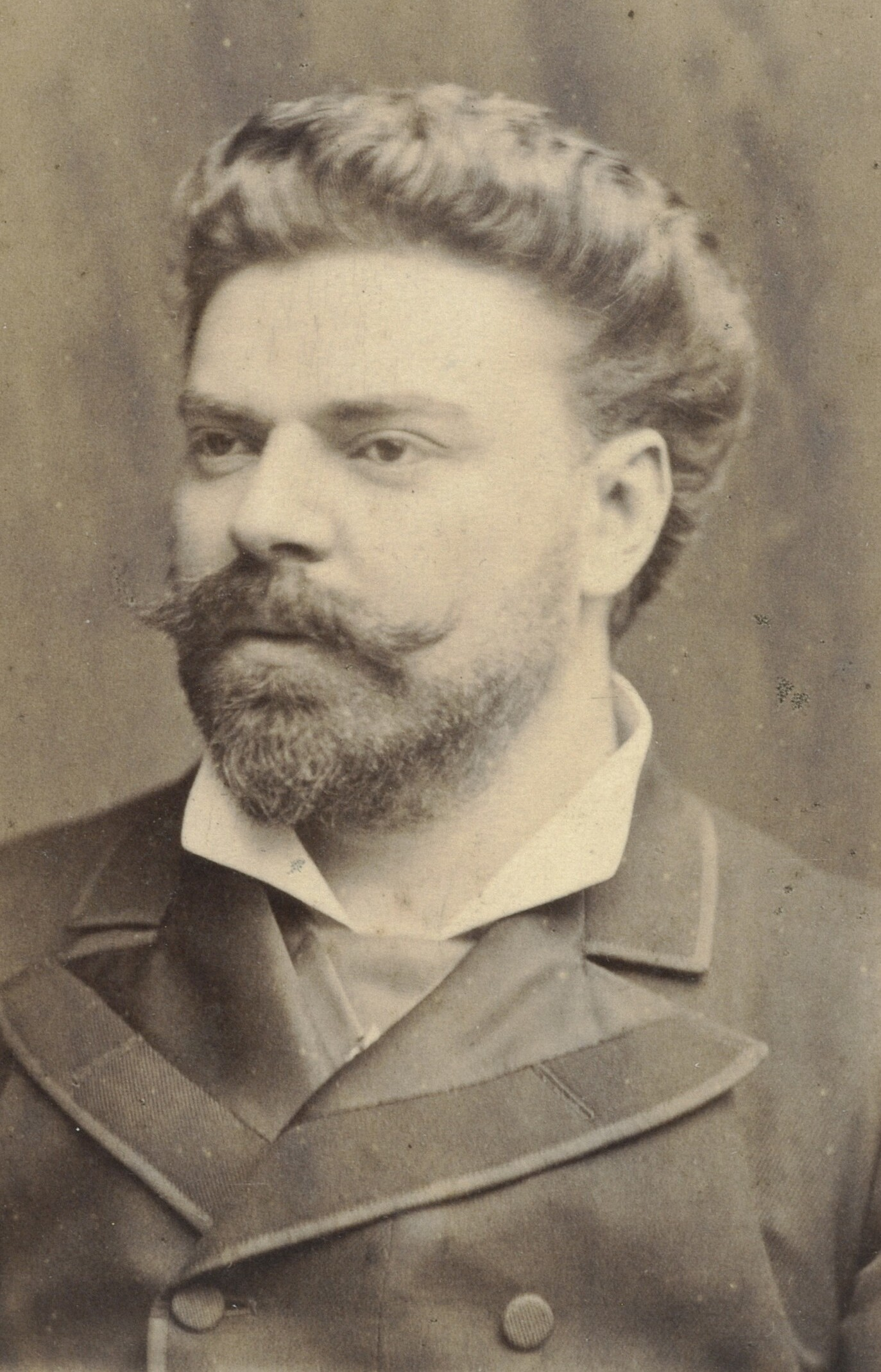
Władysław Mierzwiński.

Władysław Mierzwiński, född 21 oktober 1848 i Warszawa, död 14 juli 1909 i Paris, var en polsk tenorsångare. 
Mierzwiński ämnade bli arkitekt, då hans studier avbröts genom ett treårigt fängelsestraff orsakat av hans deltagande i politiska oroligheter. Efter frigivandet började han utbilda sin sångröst, och han övade sig på egen hand under tio år med sådan energi, att han kom att räknas bland samtidens största sångfenomen. År 1881 hade han anställning vid Royal Opera House i London, och under 1880-talet gjorde han vidsträckta gästspels- och konsertresor. Han konserterade i Stockholm 1886. Han föll emellertid offer för spelpassionen och förstörde snart nog även sin röst.
Mierzwiński liknades ofta vid de stora tenorerna av den äldre italienska skolan. Tenorpartierna i "Wilhelm Tell", "Robert le Diable", "Hugenotterna", "Judinnan" och "Trubaduren" ansågs vara hans förnämsta.